# Albinisme
Albinisme er en medfødt genetisk defekt, der medfører mangel på melanin pigment i øjne, hud og hår. Defekten kan være både dominant, recessiv og X-bundet.
Albinisme medfører ofte nedsat syn, samt røde eller lyserøde øjne på grund af mangel på pigment i 
iris. Normalt har øjne pigmentet melanin, som giver dem farve og hjælper med at blokere for lys. Men hos albinoer er der meget lidt eller ingen melanin til stede, hvilket gør, at lys kan trænge ind og reflektere direkte fra blodkarrene bag øjet. Det giver  øjnene et rødt eller lyserødt udseende, da blodets farve bliver synlig. Dette opstår kun ved bestemte former for albinisme.